# Couronne royale du Portugal
La couronne royale du Portugal (en portugais : Coroa Real de Portugal), aussi appelée couronne de Jean VI (Coroa de D. João VI) est un attribut de souveraineté anciennement utilisé par les monarques portugais. Fabriqué en 1817 pour le roi Jean VI, elle resta le symbole de la monarchie jusqu'à son renversement en 1910. Elle est aujourd'hui conservée au Palais national d'Ajuda à Lisbonne, ancienne résidence royale.

## Histoire

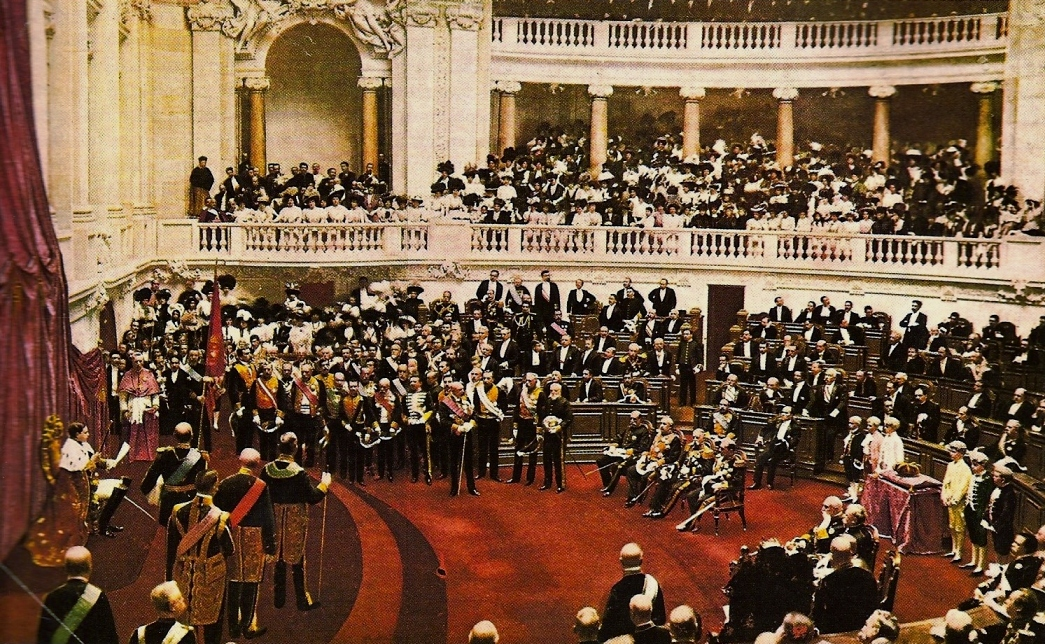
Acclamation de Manuel II le 6 mai 1908. La couronne royale est visible sur un coussin à droite de l'image.

Dans le royaume de Portugal, les souverains étaient rarement couronnés. Si certains souverains, comme Édouard Ier, ont tenté d'amener un ritualisation du couronnement, aucun ne réussit à l'implanter durablement dans la tradition monarchique. À la place, une cérémonie d'acclamation tenait lieu d'investiture pour le nouveau monarque.
Durant l'Union ibérique, les rois de la dynastie de Habsbourg (c'est-à-dire Philippe Ier, Philippe II et Philippe III de Portugal) n'étaient pas couronnés, en accord avec la tradition espagnole, mais continuaient d'être acclamés. Le dernier roi portugais couronné fut Jean IV qui à l'issue de son couronnement posa sa couronne sur la tête d'une statue de la Vierge Marie et la déclara "véritable reine de Portugal". Aucun roi après lui ne porta une couronne sur sa tête, mais ces-dernières étaient encore utilisées et posée à côté du souverain lors de l'acclamation.
Fabriquée au Brésil en 1817 par Antonio Gomes da Silva (lors de l'exil de la famille royale portugaise à la suite des invasions napoléoniennes), la couronne est spécialement fabriquée pour la cérémonie d'acclamation du roi Jean VI (1767-1826). Elle est le seul modèle de couronne royale portugaise qui soit parvenu jusqu'à nous et a servi lors des cérémonies d'acclamations suivantes. Sa dernière utilisation officielle remonte assez logiquement au règne du roi Manuel II, dernier roi de Portugal.
En 1895, le roi Charles Ier amena la couronne lors d'un voyage à Londres. Officiellement, ce déplacement était effectué pour apporter des modifications à la couronne, mais il a été sous-entendu par des journaux que cela soit en réalité pour être mise en gage et utiliser l'argent pour subvenir au besoin de la famille royale (en prise à des difficultés financière sur le moment avec les banqueroutes nationales).
Depuis la chute de la monarchie en 1910, la couronne est exposée avec les autres joyaux de la Couronne portugaise au Palais national d'Ajuda, ancienne résidence royale.

## Description
D'un diamètre de 35 centimètres à la base, la couronne pèse près de 2,5 kilogrammes et est uniquement en or massif. Sa structure se compose d'un anneau portant sur le dessus des ornements de feuilles d'acanthe, derrière lesquels s'élancent huit arches ornées de perles en or. Sur le sommet, un globe porte une croix latine. La couronne est de plus doublée d'un velours rouge-pourpre. Malgré sa structure classique de couronne européenne, sa taille et son poids indiquent bien qu'elle n'est pas faite pour être portée, mais seulement pour être un symbole de la pompe monarchique.
|                                                                   |
| Portrait de Jean IV de Portugal, par Jean-Baptiste Debret (1817). |

|                                                       |
| Marie II, reine de Portugal, par John Simpson (1837). |

|                                                  |
| Charles Ier de Portugal, par José Malhoa (1890). |

|                            |
| Photographie de Manuel II. |